# Dichaea graminoides
Dichaea graminoides är en orkidéart som först beskrevs av Olof Swartz, och fick sitt nu gällande namn av John Lindley. Dichaea graminoides ingår i släktet Dichaea och familjen orkidéer. Inga underarter finns listade i Catalogue of Life.

## Bildgalleri

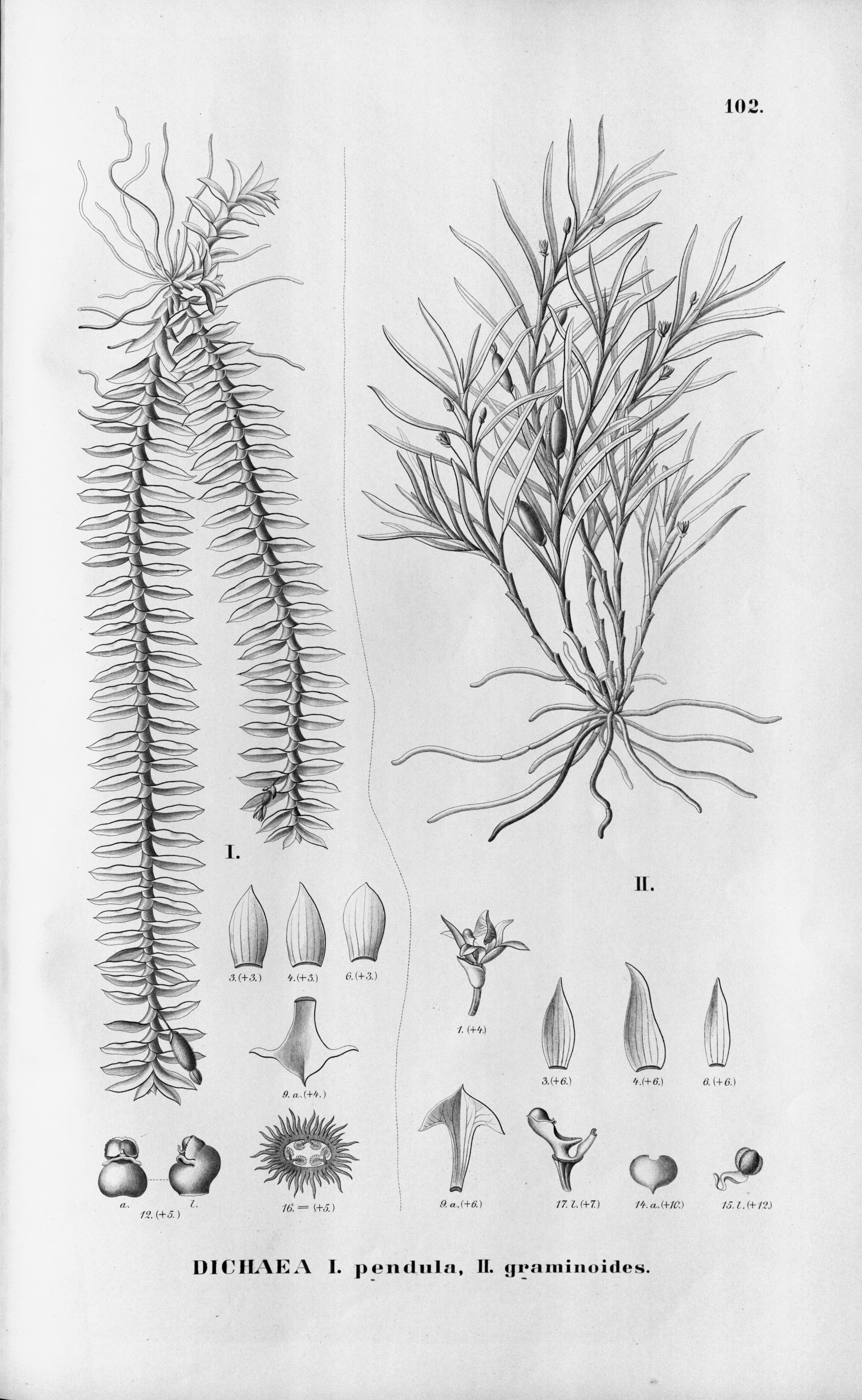